# 小漢泰卡湖
小漢泰卡湖是俄羅斯的湖泊，由克拉斯諾達爾邊疆區負責管轄，位於泰梅爾半島南部，面積70平方公里，海拔高度70平方公里，是漢泰卡河的發源地。